# Atomosia unicolor
Atomosia unicolor là một loài ruồi trong họ Asilidae. Atomosia unicolor được Macquart miêu tả năm 1838. Loài này phân bố ở vùng Tân nhiệt đới.